# Zhang Xielin
Zhang Xielin – auch Chang Shih-lin (* 1940) ist ein ehemaliger chinesischer Tischtennisspieler und -trainer mit den größten Erfolgen in den 1960er und 1970er Jahren. Er ist viermaliger Weltmeister.

## Werdegang
Zhang Xielin war ein Abwehrspieler, der den Schläger im Penholdergriff hielt, was eine äußerst ungewöhnliche Kombination ist. Von 1961 bis 1973 nahm er an fünf Weltmeisterschaften teil. Dabei gewann er 1963 in Prag eine Goldmedaille im Doppel, indem er sich mit Wang Zhiliang im Endspiel gegen die Chinesen Zhuang Zedong/Xu Yinsheng durchsetzte. Einen weiteren Titel holte er 1971 im Mixed mit Lin Huiqing. Zudem wurde er 1963 und 1965 mit der chinesischen Herrenmannschaft Weltmeister. Im Einzel erreichte er 1961 und 1963 das Halbfinale, ins Finale gelangte er noch 1965 im Doppel mit Wang Zhiliang und im Mixed mit Lin Huiqing.
Aufsehen in Fachkreisen erregte sein Kampf gegen Eberhard Schöler im Viertelfinale der WM 1965. Nach knapp zwei Stunden unterlag er dem Deutschen in einem Zeitspiel im fünften Satz mit 25:27 (siehe Eberhard Schöler#WM 1965). 1971 beendete er seine Karriere als Leistungssportler.
In der ITTF-Weltrangliste wurde er 1964 auf Platz drei geführt. Wegen seiner Erfolge wurde er 2001 in die ITTF Hall of Fame aufgenommen.

## Trainer und Funktionär
Nach dem Ende seiner aktiven Laufbahn arbeitete Zhang Xielin als Trainer der chinesischen Damennationalmannschaft, ehe er 1995 von Lu Yuansheng abgelöst wurde. 1979 wurde er Vizepräsident des chinesischen Tischtennis-Verbandes.
Er lebt in Peking.

## Turnierergebnisse
| Verband | Veranstaltung     | Jahr | Ort       | Land | Einzel        | Doppel       | Mixed         | Team |
| ------- | ----------------- | ---- | --------- | ---- | ------------- | ------------ | ------------- | ---- |
| CHN     | Weltmeisterschaft | 1973 | Sarajevo  | YUG  | keine Teiln.  | keine Teiln. | letzte 16     |      |
| CHN     | Weltmeisterschaft | 1971 | Nagoya    | JPN  | keine Teiln.  | keine Teiln. | Gold          |      |
| CHN     | Weltmeisterschaft | 1965 | Ljubljana | YUG  | Viertelfinale | Silber       | Silber        | 1    |
| CHN     | Weltmeisterschaft | 1963 | Prag      | TCH  | Halbfinale    | Gold         | Viertelfinale | 1    |
| CHN     | Weltmeisterschaft | 1961 | Peking    | CHN  | Halbfinale    | letzte 64    | letzte 64     |      |